# آنا النمساوية (ملكة إسبانيا)
     لشخصية أخرى تحمل اسم آنا النمساوية، طالع آنا النمساوية (توضيح).

آنا النمساوية (الإسبانية: Ana de Austria؛ الألمانية: Anna von Österreich؛ 1 نوفمبر 1549 - 26 أكتوبر 1580)؛ كانت ملكة إسبانيا القرينة بزواجها من الملك فيليب الثاني ملك إسبانيا، وهو خالُها شقيق والدتها، وأيضا اعتبرت ملكة البرتغال القرينة قبيل وفاتها.

## السيرة الذاتية
هي الابنة الكبرى لوالديه ماكسيميليان الثاني إمبراطور الروماني المقدس وزوجته ماريا الإسبانية، هما أولاد عمومة، وأيضا هي شقيقة الأباطرة رودولف الثاني وماثياس، أصبحت شقيقتها إليزابيث لاحقاً ملكة فرنسا القرينة.
ولدت في إسبانيا في كنف بلاط جدها الإمبراطور شارلكان، ولكنها انتقلت للعيش بفيينا منذ سن الرابعة، تعتبر آنا الطفل المفضل لوالديها، تحكي الروايات أنه كان تستمتع باللعب والمقامرة معهم، قيل أنه تم تأجيل إحدى الاجتماعات بالأراضي المجرية لأنها كانت مريضة، وتلقت تعليمًا كاثوليكيًا.
بصفتها الابنة الكبرى لإمبراطور الروماني المقدس كانت آنا مرشحة مرغوبة للزواج، اعتقد والداها أن الزواج الإسباني من شأنه أن يعزز الروابط بين فرعين الأسرة هابسبورغ النمساوية والإسبانية، في البداية اعتبرت مناسبة لابن خالها الدون كارلوس الابن الوحيد لـ فيليب الثاني ملك إسبانيا، تحطمت هذه الخطط في عام 1568 مع وفاته، تم إحياء خطط هذا الزواج مرة أُخرى عندما توفيت إليزابيث الفرنسية الزوجة الثالثة لخالها أثناء الولادة وفي عام 1568 أيضًا.
نتيجة لذلك تُرك فيليب أرملًا مع ابنتين صغيرتين إيزابيلا كلارا يوجينيا وكاتالينا ميكايلا، لذلك كان يعتزم من الزواج مرة أخرى لأنه لم يعد لديه وريث ذكر، في البداية عارض الكثيرون هذا الزواج بما في ذلك البابا بيوس الخامس، لكن تم الترتيب الخطط على نفس المنوال.
في فبراير 1569 تم الإعلان عن خطوبتها لخالها فيليب الثاني، وفي مايو 1570 تزوجا بالوكالة، وانطلقت رحلتها من النمسا نحو إسبانيا في خريف عام 1570 برفقة أخويها ألبرت وفنتسل مرت الرحلة على طول القناة الإنجليزية، أرسلت الملكة إليزابيث الأولى أميرالاتها تشارلز هوارد وويليام وينتر لتقديم الدعم والممر الآمن.
أثناء مرورهم في هولندا اقتربت من أصدقاء وأقارب فلوريس دو مونتيني الأخ الأصغر لكونت هورن الذي تم إعدامه مسبقاً، كان فلوريس مسجونًا في إسبانيا منذ عام 1567، والآن بعد أن أصبح الملك فيليب متزوجاً من جديد، كانت العائلة والأصدقاء يأملون في تساهيل، لقد تلقوا وعدًا من الملكة المستقبلية بأنها ستبذل قصارى جهدها لتحريره ولكنها لم تنجح، بحيث تم أصدر حكم على فلوريس بأمر من الملك في 3 أكتوبر، على الرغم من وصولها إلى الأراضي الإسبانية إلا أنها لم تخبر الملك، تم إعدام فلوريس سرًا في 16 أكتوبر 1570.
عند وصولها إلى إسبانيا تم تزويدها بخدم جدد تم تشكيلهم تحت إشراف الوصيفة ذات الخبرة والمؤثرة مارغريتا دي كاردونا التي كانت في السابق الوصيفة والدتها والتي كانت تعرفها جيداً منذ طفولتها في النمسا، تم وصف الملكة آنا بأنها زاهية وبشوشة، تمكنت من تخفيف بعض الأجواء العتمة في البلاط الإسباني، ولكنها اشغلت نفسها بالتطريز في الغالب.
وصف الزواج بين آنا وفيليب بأنه جيد، إلى جانب كونها الطفلة المفضلة لوالديها، ورد أن آنا كانت أيضًا زوجة فيليب المحبوبة، وفقًا للدبلوماسيين بأن الملك كان يحب عروسه الشابة، لا توجد سجلات تشير إلى وجود عشيقات لفيليب خلال وقت زواجهما، كانت لدى آنا شخصية تشبه إلى حد كبير بشخصيته، لهذا كان مخلصًا لها، حافظ فيليب على علاقته مع آنا مرتين في الأسبوع، بالإضافة إلى أنه كان يزور غرفتها ثلاث مرات في اليوم.

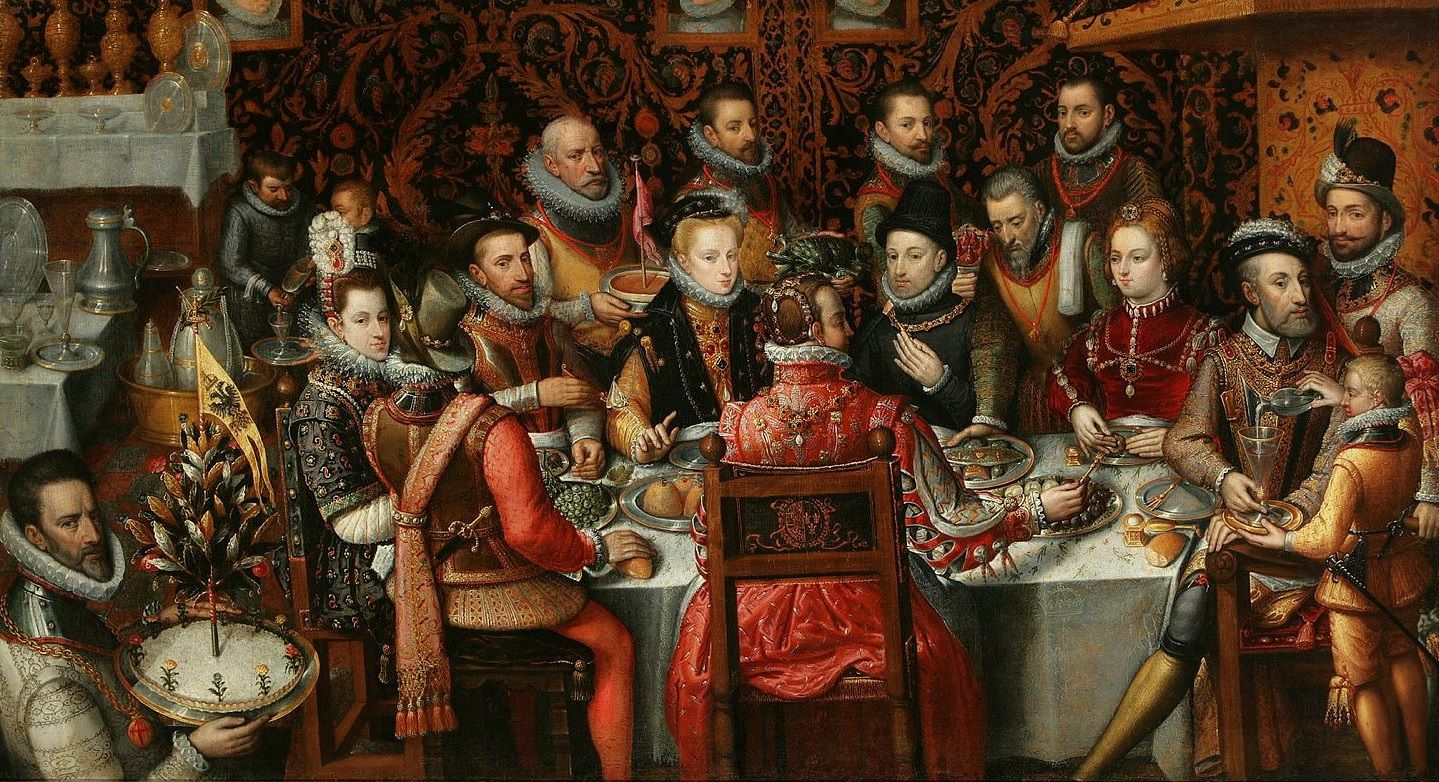
آنا مع الملك وحاشيته في مأدبة العشاء من اللوحة رسمت من قبل ألونسو سانشيز كويلو.

أنجبت آنا خمسة أطفال ومن بينهم أربعة ذكور، توفي ثلاثة منهم قبل فيليب الذي خلف والده في نهاية المطاف، وصفت آنا أيضًا بأنها زوجة أب جيدة لإيزابيلا كلارا يوجينيا وكاتالينا ميكايلا.
في عام 1580 أثناء إقامة الديوان الملكي في بطليوس لفترة وجيزة بسبب مطالبة فيليب الثاني بالعرش البرتغالي، ماتت هناك بسبب الإنفلونزا بعد ثمانية أشهر من ولادتها لطفلتها الأخيرة ماريا التي عاشت والدتها بأقل من ثلاث سنوات، تم دفن آنا في البداية بـ بطليوس ، ولكن تم نقل جسدها لاحقًا إلى الإسكوريال.

## الذرية
1. فرناندو أمير أستورياس (4 ديسمبر 1571 - 18 أكتوبر 1578).
2. كارلوس لورنزو (12 أغسطس 1573 - 30 يونيو 1575).
3. دييغو أمير أستورياس (15 أغسطس 1575 - 21 نوفمبر 1582).
4. فيليب الثالث ملك إسبانيا (3 أبريل 1578-31 مارس 1621)؛ خليفة والده، له ذرية.
5. ماريا (14 فبراير 1580 - 5 أغسطس 1583)